# Nikita (Ananjew)
Nikita, imię świeckie Oleg Władimirowicz Ananjew (ur. 14 listopada 1969 w Diedcewie) – rosyjski biskup prawosławny. 

## Życiorys
Ukończył technikum gospodarstwa wiejskiego (1989) i seminarium duchowne w Moskwie (1992). W czasie nauki w seminarium, 9 kwietnia 1992, złożył wieczyste śluby mnisze z imieniem Nikita. 20 maja tego samego roku został wyświęcony na hierodiakona, zaś 19 sierpnia – na hieromnicha. W 1996 ukończył studia w Moskiewskiej Akademii Duchownej. 30 czerwca 1996 został inspektorem szkoły duchownej w Kałudze i podjął służbę w soborze św. Jerzego w tym samym mieście. W 1996 został inspektorem seminarium duchownego w Kałudze, dwa lata później otrzymał godność ihumena i został prorektorem ds. wychowawczych w seminarium kałuskim. Od 2002 służył w soborze Trójcy Świętej w Kałudze. Od  2002 do 2005 był także proboszczem parafii Narodzenia Pańskiego w Obnińsku i dziekanem II dekanatu eparchii kałuskiej i borowskiej, obejmującego cerkwie w Obnińsku. W 2004 otrzymał godność archimandryty. 16 marca 2012 otrzymał nominację na biskupa ludinowskiego, wikariusza eparchii kałuskiej. Jego chirotonia biskupia odbyła się 27 maja w cerkwi Odnowienia Świątyni Zmartwychwstania Pańskiego w Jerozolimie w Moskwie, z udziałem patriarchy moskiewskiego i całej Rusi Cyryla, metropolitów krutickiego i kołomieńskiego Juwenaliusza, kałuskiego i borowskiego Klemensa, arcybiskupa istrińskiego Arseniusza i biskupa sołniecznogorskiego Sergiusza.
W październiku 2013 został pierwszym ordynariuszem nowo utworzonej eparchii kozielskiej.
W 2025 r. Święty Synod wyznaczył go do objęcia katedry krasnojarskiej.